# Dystrophie musculaire de Becker
 Mise en garde médicale
La dystrophie musculaire de Becker est une maladie génétique caractérisée par une faiblesse musculaire et une fonte musculaire qui progressent lentement. Elle a été décrite pour la première fois en 1955 par le professeur Becker comme une maladie distincte de la myopathie de Duchenne et plus rare : elle ne représente que 10% environ des dystrophinopathies.

## Description
Elle commence généralement dans les jambes et le bassin, entraînant des difficultés à marcher  et des chutes. Les symptômes devient généralement perceptibles entre 5 et 15 ans . Les complications peuvent inclure une cardiomyopathie, qui est la cause la plus  fréquente de décès,.

### Symptômes
- Apparition de faiblesse musculaire symétrique touchant plus les muscles proximaux que distaux mais conservation de l'activité musculaire des muscles responsables de la flexion de la nuque
- Hypertrophie apparente des mollets souvent présente
- Parfois simple faiblesse du muscle quadriceps de la cuisse ou présence de crampe lors de l'activité musculaire
- Perte de la marche (si atteinte importante) pas avant 16 ans

## Cause
Elle est causée par une mutation du gène qui code pour la protéine dystrophine . Elle est transmise de manière récessive liée au chromosome X . C'est un type de dystrophinopathie.

## Diagnostic
Le diagnostic peut être suspecté sur la base des symptômes et confirmé par des tests de laboratoire, une biopsie musculaire ou des tests génétiques . Elle est moins grave ou à développement plus tardif que la dystrophie musculaire de Duchenne, qui résulte également d'une mutation du gène de la dystrophine,.

## Traitement
Il n'existe pas de traitement curatif, mais la kinésithérapie peut améliorer les symptômes. Des corticostéroïdes peuvent être utilisés dans certains cas.

## Épidémiologie
La dystrophie musculaire de Becker affecte environ 3 hommes sur 100 000 aux États-Unis. Les taux dans d'autres pays varient de 0,1 à 7 pour 100 000 hommes. L'espérance de vie peut atteindre la quarantaine .